# Gandiva

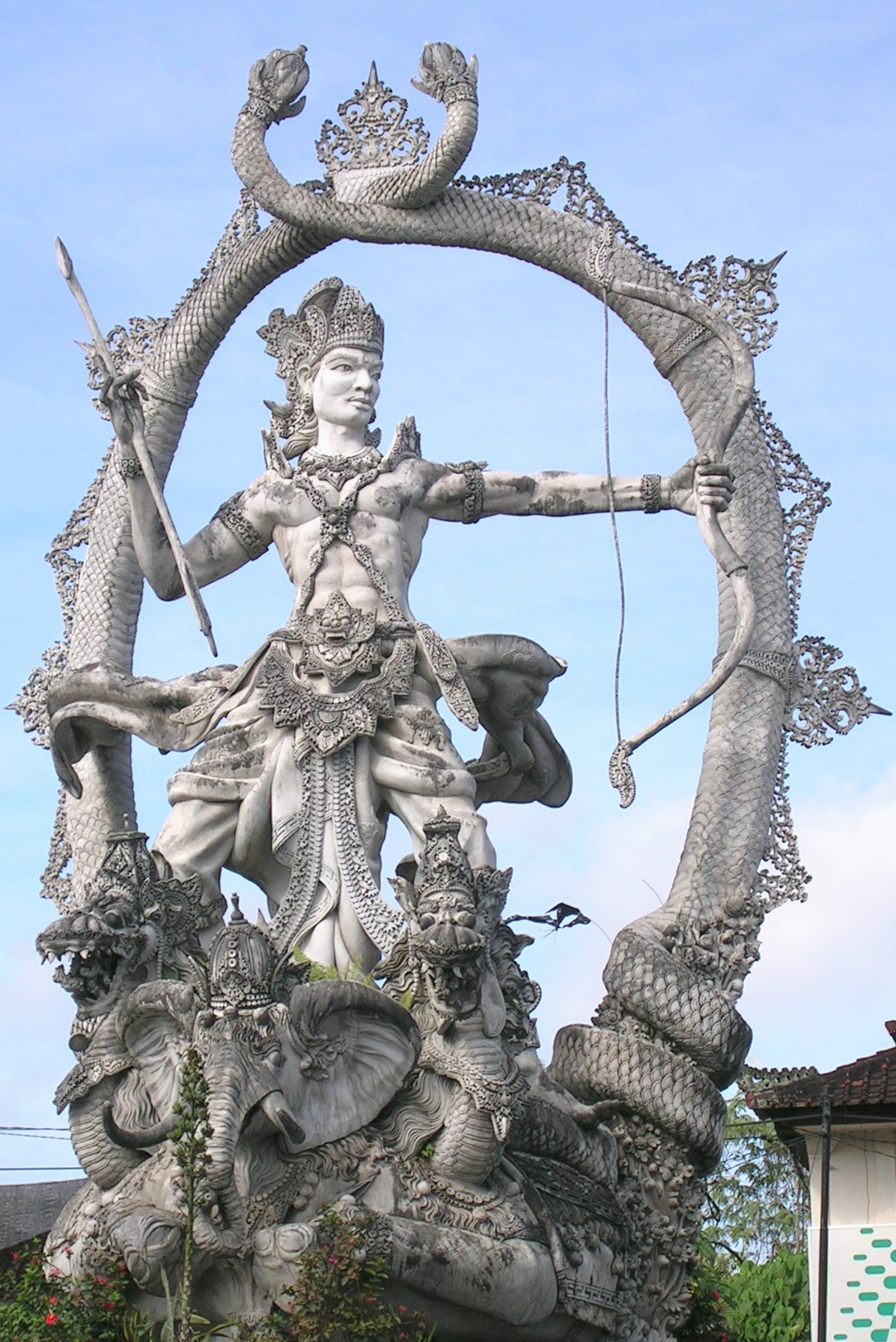
Statua di Arjuna che imbraccia Gāṇḍīva a Ubud, Bali.

Gāṇḍīva (in sanscrito: |गाण्डीव) è l'arco magico di Arjuna, il principale guerriero Pandava nel poema epico indù Mahābhārata. Il Gāṇḍīva punisce le persone malvagie e permette di combattere contro 100 000 guerrieri contemporaneamente.

## Leggenda
Secondo la leggenda, l'arco fu creato dal dio Brahmā che lo custodì per 1000 anni. Successivamente passò di mano numerose volte: Prajapati lo conservò per altri 1 000 anni, Indra per 3 585 anni, Chandra per 500 anni ed infine Varuṇa per 100 anni. A quel punto Agni, il dio del fuoco, decise bruciare la foresta di Khandavaprastha, per riconquistare il suo potere e il suo splendore. Chiese l'aiuto di due guerrieri, Krishna e Arjuna. Quest'ultimo era uno dei migliori arcieri di tutti i tempi e richiese ad Agni un arco che si adattasse alle sue abilità. Agni chiese quindi a Varuṇa di cedere l'arco ad Arjuna. Varuṇa consegnò l'arma assieme a due faretre che avrebbero fornito un numero inesauribile di frecce. Secondo alcune tradizioni fu Shiva a donare l'arco al guerriero Pandava.
L'arma fu utilizzata da Arjuna nella guerra di Kurukṣetra, contro la dinastia Kaurava.
Più tardi i Pandava decisero di ritirarsi sull'Himalaya. Lungo il cammino, nei pressi del fiume Brahmaputra, apparve Agni e chiese ad Arjuna di restituire Gāṇḍīva a Varuṇa, perché apparteneva agli dei. Arjuna obbedì e gettò l'arco nelle acque.